# Zalisți, Șumsk
Zalisți (în ucraineană Залісці) este localitatea de reședință a comunei Zalisți din raionul Șumsk, regiunea Ternopil, Ucraina.

## Demografie
Componența lingvistică a localității Zalisți
     Ucraineană (99,63%)
     Alte limbi (0,37%)
Conform recensământului din 2001, majoritatea populației localității Zalisți era vorbitoare de ucraineană (99,63%), existând în minoritate și vorbitori de alte limbi.